# Tomasz Gielo
Tomasz Gielo, né le 4 janvier 1993, à Szczecin, en Pologne, est un joueur polonais de basket-ball. Il évolue au poste d'ailier fort.

## Palmarès
- Champion d'Europe des -20 ans Division B 2013
- Finaliste du championnat du monde -17 ans 2010